# Maurides
Maurides, właśc. Maurides Roque Junior (ur. 10 marca 1994 w Colômbia) – brazylijski piłkarz, występujący na pozycji napastnika w w polskim klubie Radomiak Radom.

## Kariera
Profesjonalną karierę zaczynał w SC Internacional, w którego barwach zadebiutował w rozgrywkach Série A. Maurides był z niego wypożyczany do innych brazylijskich klubów, a także do portugalskiego FC Arouca. W 2017 przeszedł na stałe do Belenenses. W sezonie 2018/2019 grał w CSKA Sofia, dla którego zdobył 13 goli w 27 meczach. Na początku 2019 został zawodnikiem chińskiej drużyny, Changchun Yatai. Nowy klub zapłacił za niego blisko 3 miliony euro. W 2020 grał w Korei Południowej. W 2021 podpisał 3-letni kontrakt z Radomiakiem, grającym w polskiej Ekstraklasie.

## Statystyki
Statystyki sporządzone na podstawie: www.int.soccerway.com [23.08.2021].
| Występy klubowe    | Występy klubowe    | Występy klubowe    | Liga  | Liga | Puchar | Puchar | Kontynentalne | Kontynentalne | Inne  | Inne | Razem | Razem | Razem |
| Klub               | Liga               | Sezon              | Mecze | Gole | Mecze  | Gole   | Mecze         | Gole          | Mecze | Gole | Mecze | Gole  |       |
| ------------------ | ------------------ | ------------------ | ----- | ---- | ------ | ------ | ------------- | ------------- | ----- | ---- | ----- | ----- | ----- |
| Internacional      | Série A            | 2012               | 7     | 0    | 0      | 0      | –             | –             | –     | –    | 7     | 0     |       |
| Internacional      | Série A            | 2013               | 0     | 0    | 1      | 1      | –             | –             | 2     | 0    | 3     | 1     |       |
| Internacional      | Série A            | 2014               | 1     | 0    | 0      | 0      | –             | –             | –     | –    | 1     | 0     |       |
| Atlético GO (wyp.) | Série B            | 2015               | 0     | 0    | 1      | 0      | –             | –             | 5     | 1    | 6     | 1     |       |
| Arouca (wyp.)      | Primeira Liga      | 2015/2016          | 32    | 5    | 3      | 1      | –             | –             | 1     | 0    | 36    | 6     |       |
| Figueirense (wyp.) | Série A            | 2016               | 6     | 0    | 1      | 0      | 0             | 0             | 0     | 0    | 7     | 0     |       |
| Belenenses         | Primeira Liga      | 2016/2017          | 12    | 6    | 0      | 0      | –             | –             | 0     | 0    | 12    | 6     |       |
| Belenenses         | Primeira Liga      | 2017/2018          | 33    | 8    | 0      | 0      | –             | –             | 3     | 0    | 36    | 8     |       |
| CSKA Sofia         | Pyrwa PFL          | 2018/2019          | 21    | 9    | 2      | 0      | 4             | 4             | –     | –    | 27    | 13    |       |
| Changchun Yatai    | China League One   | 2019               | 13    | 2    | 1      | 1      | –             | –             | –     | –    | 14    | 3     |       |
| FC Anyang          | K League 2         | 2020               | 10    | 3    |        |        | –             | –             | –     | –    | 10    | 3     |       |
| Radomiak Radom     | Ekstraklasa        | 2021/2022          | 2     | 0    |        |        | –             | –             | –     | –    | 2     | 0     |       |
| Statystyki kariery | Statystyki kariery | Statystyki kariery | 131   | 32   | 8      | 2      | 4             | 4             | 11    | 1    | 153   | 39    |       |

## Życie prywatne
Jego bracia, Maicon (ur. 1988) i Muller Roque (ur. 1990), również są piłkarzami.